# STAY DREAM (DOG FIGHTのアルバム)
『STAY DREAM』（ステイ・ドリーム）は、DOG FIGHTの4枚目のアルバム。

## 内容
デビューアルバム『NEW AMBITION』以来2年ぶり、プロデューサーに坂井紀雄を迎えた。
5枚目のシングル『浪漫』が収録されている。

## 批評
CDジャーナルは「メロディ優先主義に変化はないが、あまりにもポップさを優先しすぎたためか、彼らの持ち味であったエッジの効いたワイルドさが希薄になっている。但し、歌詞の熱情さは本作でも健在」と評した。

## 収録曲
全曲　編曲：坂井紀雄・DOG FIGHT
1. 浪漫
作詞：TAISHO　作曲：NAOKI
2. NEVER AGAIN
作詞・作曲：NAOKI
3. スケアクロウ
作詞：TAISHO　作曲：KEN
4. LIGHT OF DAYS
作詞・作曲：NAOKI
5. それぞれの朝
作詞：TAISHO　作曲：NAOKI
6. CRAZY MOON LIGHT
作詞・作曲：KEN
7. MUSIC FACTORY
作詞：NAOKI　作曲：KEN
8. 折れそうな翼で
作詞・作曲：NAOKI
9. Sunriseいつかは
作詞・作曲：NAOKI
10. Return to Forever
作詞：DOG FIGHT　作曲：TAISHO
11. Believe
作詞：TAISHO　作曲：NAOKI